# پیتر مایجر
پیتر جیمز مایجر (‎/ˈmaɪ.ər/‎ , MY-ər؛ زادهٔ ۱۰ ژانویه ۱۹۸۸) یک سیاستمدار و تحلیلگر تجاری آمریکایی است که از سال ۲۰۲۱ تا ۲۰۲۳ به عنوان نماینده ایالات متحده در
حوزه انتخابیه سوم میشیگان  خدمت کرد. مایجر یکی از اعضای حزب جمهوری‌خواه است.
مایجر در گرند راپیدز، میشیگان به دنیا آمد. او بزرگ‌ترین پسر هنک مایجر و نوه فردریک مایجر است که پدرش، هندریک مایجر، پس از مهاجرت او از هلند به ایالات متحده، سوپرمارکت‌های زنجیره ای مایجر را تأسیس کرد. خانواده مایجر مالک فروشگاه‌های زنجیره ای مایر کورپوریشن هستند. فوربس خانواده مایجر را به عنوان یکی از ثروتمندترین خانواده‌های میشیگان با دارایی خالص بیش از ۶ میلیارد دلار شناسایی کرده است.